# جزیره شالائوروف
جزیره شالائوروف (روسی: Остров Шалаурова) یک جزیره در ناحیه خودگردان چوکوتکای کشور روسیه است.